# Assassin's Creed IV: Black Flag
Assassin's Creed IV: Black Flag é um videojogo de ação-aventura desenvolvido pela Ubisoft Montreal, juntamente com sete outros estúdios da Ubisoft. Black Flag é o sexto jogo principal da série Assassin's Creed e uma sequela da história moderna de Assassin's Creed III e uma analepse para a sua história ancestral. Foi editado durante os meses de Outubro e Novembro de 2013 pela Ubisoft para Microsoft Windows, PlayStation 3, PlayStation 4, Xbox One, Xbox 360 e Wii U.
Assassin's Creed IV: Black Flag segue as aventuras de Edward James Kenway, um notável pirata e corsário que viveu nas Caraíbas durante a Época Dourada da Pirataria no início do século XVIII, pai de Haytham Kenway e avô de Ratonhnhaké:ton (Connor Kenway), os personagens jogáveis de Assassin's Creed III. A história de Edward começa quando este se vê acidentalmente no meio do eterno conflito entre Assassinos e Templários. Enquanto isso os piratas mais famosos se juntaram em Nassau, Bahamas, na tentativa de estabelecer uma das primeiras sociedades democráticas. Ao contrário dos jogos anteriores da série, em Black Flag o foco do jogo é mais dirigido à exploração naval no mapa de mundo aberto, mas mantendo o combate e o sistema de infiltração típicos da série. Também está incluída uma componente multijogador, apesar de só ser jogada em missões e cenários em-terra.
Assassin's Creed IV: Black Flag foi muito bem recebido pelos críticos com os sites de críticas agregadas GameRankings e Metacritic a darem à versão PlayStation 3 88,47% e 88/100 e à versão Xbox 360 85,00% e 86/100, respectivamente. As análises elogiaram sobretudo o mundo aberto, as missões secundárias, os gráficos e o combate naval. O enredo teve uma recepção variada, enquanto que as críticas foram mais dirigidas às missões da história consideradas por vezes repetitivas. Recebeu diversos prémios incluindo "Melhor Jogo de Acção/Aventura" nos Spike VGX, "Jogo do Ano para Consola" pela Kotaku, "Jogo do Ano" para PlayStation 4 e Xbox One pela GameSpot, "Melhor Jogo de Aventura" da Hardcore Gamer e "Jogo do Ano" para Xbox One atribuído pela IGN.
Assassin's Creed IV: Black Flag foi seguido por Assassin's Creed: Unity e Assassin's Creed Rogue, que têm lugar na Revolução Francesa e na Guerra dos Sete Anos, respectivamente, e ambos foram lançados em 11 de novembro de 2014.

## Jogabilidade

Em Black Flag, o jogador poder fazer exploração submarina.

O jogo tem três cidades principais; Havana, capital de Cuba, descrita como a cidade mais europeia do jogo de influencia espanhola; Kingston, uma cidade britânica, cercada por plantações de tabaco; e Nassau, base dos Bucaneiros das Bahamas, a zona mais tradicionalmente pirata do jogo. Também tem outras cinquenta localizações para explorar, como grutas cheias de piratas e ladrões, pequenas vilas piscatórias onde o jogador pode fazer missões secundárias, plantações ricas de tabaco com missões de objectivos piratas, os tradicionais fortes da série, ruínas Maias, ilhas desertas de coqueiros onde se pode encontrar homens abandonados para a tripulação e densas áreas de florestas para explorar, para além do Mar das Caraíbas, com um balanço de 60/40 de exploração terrestre para batalhas navais e viagem.
Assassin's Creed IV tem uma melhor sensação de mundo aberto, com missões similares às encontradas em Assassin's Creed, bem como há menos restrições para o jogador. O mundo desbloqueia mais cedo durante o jogo, ao contrário de Assassin's Creed III, que tinha missões que não davam liberdade ao jogador até pelo menos chegar ao fim do primeiro acto. O mundo foi construído para permitir dar aos jogadores mais liberdade, como por exemplo, permitir que os jogadores se envolvam, vão a bordo, e capturem outros navios e nadar para as praias nas proximidades de uma maneira contínua. Em adição, o sistema de caça mantém-se, permitindo caçar em terra, ou baleias no mar com arpão.
Um novo aspecto do jogo é o navio comandado por Edward, o Jackdaw. O navio pode ser actualizado e o jogador pode ter acesso ao navio quando é necessário. Também é possível a exploração submarina. Kenway pode explorar destroços submersos cheios de tesouros, que se encontram no fundo do oceano. A bordo do navio o jogador pode usar uma luneta para analisar outros navios nas redondezas, anotar o saque a bordo (medido pela quantidade de rum, açúcar, tecido e outros itens especiais) e planear um ataque, ou ver se uma ilha tem animais para caçar, tesouros ou pontos altos para escalar. Uma forma de sistema de recrutamento, similar a Assassin's Creed: Brotherhood, regressará para este jogo. O tempo é dinâmico podendo mudar o tom de uma batalha naval. Tempestades podem aparecer no ambiente, e o jogador poderá escolher evitá-las ou não. Navios inimigos também serão afectados pelo clima, permitindo-lhe ganhar uma vantagem táctica. A ondulação do mar também pode servir como forma de protecção.
No presente, nos escritórios da Abstergo Entertainment — uma subsidiária da Abstergo Industries — em Montreal, Quebeque, os jogadores podem explorar os escritórios da Abstergo, utilizando escutas e infiltrações informáticas, sem combate. Também há jogos de "hacking", similar aos anteriores puzzles de glifo ou cluster, que servem para descobrir segredos sobre a Abstergo.
O jogo também tem uma componente multijogador online, num novo cenário e com novos modos de jogo. No entanto será apenas jogado em terra.

## Sinopse

### Personagens
O personagem principal do jogo é Edward Kenway (Matt Ryan), um galês que se tornou pirata, eventual membro da Ordem dos Assassinos, pai de Haytham Kenway e avô de Ratonhnhaké:ton (Connor Kenway), os personagens jogáveis de Assassin's Creed III. Os jogadores irão se cruzar com vários personagens históricos daquela época como Woodes Rogers, Benjamin Hornigold, Charles Vane, Stede Bonnet, Calico Jack, Bartholomew Roberts, Mary Read, Anne Bonny e Edward "Barba Negra" Thatch, bem como fazer parte de eventos históricos, incluindo o assalto aos 42 navios portugueses, o naufrágio do ouro maciço da armada espanhola na costa da Flórida, o abandono de Vane numa ilha deserta e a morte de "Barba Negra".

### Ambientação
Tal como nos jogos anteriores de Assassin's Creed, a história está dividida em duas partes interligadas, uma no presente, e outra num cenário histórico. O final de Assassin's Creed III revela que a Abstergo pode ver as memórias genéticas apenas por ver as sequências de ADN. Como tal, a personagem do jogador é contratada pela Abstergo Entertainment para investigar um protagonista ancestral de Desmond Miles, o Assassino Edward Kenway, um notável pirata e corsário que viveu durante a Era Dourada da Pirataria. A história de Edward começa em 1715 quando os piratas mais famosos se juntaram em Nassau, Bahamas, na tentativa de estabelecer uma das primeiras sociedades democráticas. Black Flag mistura mundo aberto, exploração, combates navais e aventuras em terra em várias ilhas das Caraíbas, como Cuba e Jamaica, em adição a cinquenta outras localizações incluindo a zona sul da Flórida, Charles Towne, a Ilha do Príncipe e a costa leste do México.

### Enredo
Amostras retiradas do corpo de Desmond Miles, momentos após a sua morte, permitiram à Abstergo Industries continuar a explorar as suas memórias genéticas utilizando o Animus, com novas características de computação em nuvem. O personagem do jogador, não identificado, é contratado pela Abstergo Entertainment para vasculhar as memórias de Edward Kenway, um pirata do século XVIII, o pai de Haytham Kenway e avô de Connor Kenway (os personagens principais de Assassin's Creed III). Aparentemente, seria para reunir material para um filme interactivo alimentado por Animus, mas na realidade a Abstergo (Templários actuais) está procurando o Observatório, usando as memórias de Edward Kenway para encontrá-lo.[carece de fontes?]
Como Kenway, o jogador deve desvendar uma conspiração entre os Templários de alta patente dentro dos impérios britânico e espanhol, que, sob o pretexto de limpar a pirataria nas Caraíbas, usaram as suas posições para localizar o sábio - mais tarde identificado como Bartholomew Roberts - o único homem que pode levá-los ao Observatório, usando-o para espionar líderes mundiais. Kenway torna-se um jogador inconsciente na sua trama, quando ele mata um Assassino desonesto, Duncan Walpole. Walpole quer trair os Assassinos para fazer parte da Ordem dos Templários, ele estava a caminho de Havana para conhecer Laureano de Torres, o governador de Havana e também o chefe dos Templários. O Governador Torres deveria dar a Walpole uma recompensa para deixar os Assassinos. Kenway, então, tenta fingir ser Walpole e conhece Torres para ganhar o dinheiro da recompensa. Sua imprudência coloca em risco toda a Ordem dos Assassinos, o que levou-o a prosseguir o Sábio e os conspiradores da Península de Yucatán até Príncipe e na costa Africana.[carece de fontes?]
Enquanto isso, um bando de notórios piratas - incluindo Edward "Barba Negra" Thatch, Benjamin Hornigold e Charles Vane, entre outros - sonham com um estado em que o homem é livre para viver fora do alcance dos reis e governantes. Egoísta e ignorante como Kenway é, ele ainda se importa com seus companheiros piratas e quer fazer da República Pirata um sucesso. Kenway quer encontrar o Observatório para se tornar rico e poderoso, mesmo que isso signifique que sua equipe iria perder a sua fé nele, por causa das suas fantasias. Eventualmente, Kenway e Roberts descobrem a localização do Observatório e recuperam o artefacto para ligá-lo, mas Kenway é traído no último momento. Após um breve período na prisão pelos crimes de pirataria, Edward foge com a ajuda de Ah Tabai, o Assassino Mentor, e elege para integrar a sua Ordem. Perseguindo Roberts e os conspiradores Templários, Kenway recupera o artefato e retorna para o Observatório, selando-o para sempre. Ele é deixado enfrentando um futuro incerto com suas convicções, até que recebe uma carta informando-o da morte de sua esposa e da chegada iminente da sua filha, até então desconhecida, Jennifer Scott.[carece de fontes?]
Nos dias atuais, o jogador é contactado por John, gerente de tecnologia da informação da Abstergo Entertainment. John convence o jogador de que seu empregador sabe mais do que eles estão dizendo, e encoraja-o a investigar com mais detalhes. Ele organiza uma maneira do jogador aceder ao núcleo do Animus, altura em que Juno se materializa numa forma incorpórea. Ela revela que, embora fosse necessário abrir o seu templo para evitar um desastre, o mundo não estava pronto para ela, e ela não é capaz de afetá-lo ou possuir o personagem do jogador como os seus agentes pretendiam. John é desmascarado como a forma reencarnada do Sábio e seguem-se tentativas de assassinar o jogador para encobrir a tentativa fracassada de ressuscitar Juno, mas é morto pelos segurança da Abstergo antes que ele possa fazê-lo. Conforme Roberts, o Sábio admite a Kenway que ele não deve nenhuma lealdade aos Assassinos ou os Templários e em vez disso usa quem ele acha que representa a sua melhor chance de alcançar seus fins. Com o Sábio morto, o jogador é contactado pelos assassinos para continuar a sua infiltração na Abstergo, mas nenhum dos lados é capaz de explicar a presença do Sábio ou identificar os seus seguidores.[carece de fontes?]

## Equipamentos

### Roupas
Ao longo do jogo, é possível adquirir diversas roupas para Edward. Elas podem ser compradas em lojas espalhadas pelo mapa, criadas a  partir de matérias-primas adquiridas, ganhas após completar desafios da comunidade e desbloqueadas após o término de certas missões.

#### Manto do Edward Kenway

Manto de Edward Kenway.

O primeiro traje do jogo é obtido logo no começo da história, quando Edward confronta e mata Duncan Walpole, o Assassino que pretendia trair a Irmandade e se aliar aos Templários. Inicialmente, Edward mantém a aparência original da roupa: o traje azulado conta com explícitos componentes brancos (sobretudo o capuz) e detalhes levemente desbotados de dourado, além de ter uma faixa vermelha enrolada na cintura e contar com alguns alforjes. Edward usou esta versão do traje nos momentos iniciais do jogo, quando estava se passando por Walpole em Havana com o objetivo de enganar e tirar proveito dos Templários. Posteriormente, quando Edward está escapando da Frota do Tesouro onde estava sendo mantido prisioneiro, ele faz grandes modificações na roupa: ao diminuir consideravelmente as partes azuis do traje, ele ganhou mais partes com detalhes amarronzados, sobretudo na região dos braços, ombros e torso. A roupa ganhou braçadeiras de metal e estofamento de couro, e o capuz foi mantido em sua cor branca. Um detalhe interessante é que, diferentemente da maioria dos capuzes dos demais assassinos da saga, o capuz de Edward não apresenta o bico semelhante ao de uma águia. Ademais, o comprimento do traje foi reduzido, passando a impressão de ser mais leve e maleável, apesar dos apetrechos.

#### Vestimenta de explorador

Vestimenta de explorador.

Adquirida após completar desafios da comunidade, a vestimenta de explorador é basicamente idêntica ao traje padrão de Edward, com algumas alterações nas cores. Este traje apresenta alguns detalhes em vermelho delineando a região inferior das vestes, que foi alterada para um tecido branco com adornos pretos, modificando o tecido marrom original. De acordo com a descrição presente no jogo, a roupa é "uma vestimenta marrom terra, apreciada por exploradores por ser robusta".

#### Vestimenta de governador

Vestimenta de governador.

Essa roupa pode ser obtida ao ser encontrada em um tesouro social (cujo ícone no mapa é um baú azul). Trata-se de uma variação do primeiro traje de Duncan Walpole, com certas mudanças nas cores. Ela mantém os detalhes em branco do traje, mas suas regiões azuladas são substituídas pela cor preta, com detalhes em vermelho sobretudo nas regiões inferiores e no peitoral. Assim como a vestimenta de explorador, essa roupa roupa ostenta certa pompa e dá a Edward um ar mais aristocrático, uma vez que simula um traje político.

#### Vestimenta de oficial
Coletada pela Frota de Kenway, essa roupa segue os mesmos moldes da vestimenta original de Walpole. Essa versão do traje é majoritariamente vermelha, imitando os trajes dos soldados britânicos. Os detalhes brancos padrões do traje original são mantidos, e o traje passa uma certa sensação de elegância

#### Armadura templária
Para desbloquear essa roupa, é preciso completar todas as missões de Caçada Templária no jogo (essas missões estão representadas no mapa com o símbolo dos Assassinos). Após adquirir as cinco chaves necessárias nas missões, o jogador pode desbloquear a armadura na residência de Kenway em Grande Inágua. A armadura é flexível e leve e oferece uma vantagem para Edward, pois ela possui resistência adicional contra ataques inimigos. É um traje elegante composto por um sobretudo e braçadeiras em tons de vermelho, marrom e outras cores escuras, uma gola alta desbotada, um par de botas marrons e calças beges e um cinto enrolado sobre uma faixa branca que ostenta a insígnia templária em sua ponta, além de não possuir capuz.

#### Vestimenta furtiva
É obtida após o jogador completar metade dos Contratos de Assassinato. Esse traje é muito semelhante ao de Ah Tabai, pois é uma roupa nativa que apresenta manifestações da cultura indígena local. Sendo uma vestimenta mais aberta, é feita de materiais marrons com alguns detalhes mais claros, ostentando algumas penas escuras perto dos ombros. As lâminas ocultas ficam bem aparentes nos braços, uma vez que esta parte do corpo não é coberta por nenhuma peça de roupa. Ela é desenhada para aumentar as chances de seu usuário não ser detectado.

## Desenvolvimento
A 7 de Fevereiro de 2013, Yves Guillemot, CEO da Ubisoft, disse em entrevista que um novo videojogo da série estava em produção, seria editado durante esse ano financeiro e que teria um "herói totalmente novo, com uma nova equipe e período de tempo".
Dias depois a Kotaku revelou imagens de um poster promocional do jogo. O poster intitulado Assassin's Creed IV: Black Flag, mostra piratas num dos lados e no seu reverso tinha um mapa das Caraíbas em 1715.
Em 27 de Fevereiro de 2013, a Ubisoft colocou a sua primeira imagem promocional e capa do seu próximo jogo da série, anunciando o título do jogo como sendo Assassin's Creed IV: Black Flag e mostrava uma personagem que segura uma flintlock e uma espada com uma bandeira negra ao fundo com o desenho do símbolo dos Assassinos juntamente com uma caveira.
Um pequeno erro na página oficial de Assassin's Creed IV sugeria que o jogo iria ser lançado nas consolas da próxima geração e que 29 de Outubro de 2013 seria a data do seu lançamento. Tal viria a verificar-se no primeiro vídeo do jogo, narrado por Black Beard, que vazou para a Internet a 2 de Março de 2013, mas imediatamente retirado pela Ubisoft, vídeo esse que dias mais tarde veio a confirmar-se como oficial.
Assassin's Creed IV: Black Flag, foi anunciado oficialmente a 4 de Março de 2013 com um vídeo cinemático. A produção começou em meados de 2011 na Ubisoft Montreal, após Assassin's Creed: Revelations e por uma equipa separada daquela de Assassin's Creed III, com trabalho adicional da Ubisoft Annecy, Bucharest, Kiev, Montpellier, Quebec, Singapore e Sofia.
O director de conteúdos Carsten Myhill, quis afastar a opinião de que Black Flag deveria ter sido um "spin-off" na mesma ideia de Assassin's Creed: Brotherhood ou Assassin's Creed: Revelations, dadas as semelhanças aparentes com Assassin's Creed III. Myhill afirmou "Todo o ambiente do jogo é completamente fresco e novo. Vai ser muito diferente de Assassin's Creed III. Eu acho que justifica o 'IV' em Assassin's Creed, não só pelo novo nome e definição, mas pela atitude e o tom da experiência." Assassin's Creed IV é o primeiro título numerado da série com um sufixo, uma decisão que Myhill diz ser para distinguir claramente o tema de piratas do resto da série.
Ao utilizar o motor AnvilNext, a equipa de produção conseguiu assim trabalhar com um motor que permite fazer versões do jogo para a actual geração como para a próxima geração de hardware, porque o AnvilNext foi desenhado com as capacidades da próxima geração em mente, enquanto ainda trabalha nos sistema actuais. Em adição, cada sistema terá os seus próprios meandros e conjuntos de recursos, com suporte para os diferente controladores e ao mesmo tempo utilizando características específicas para cada consola. A versão para PC suporta TXAA da Nvidia.

## Música
Assassin's Creed IV: Black Flag (Original Game Soundtrack) foi composta por Brian Tyler, que também tinha criado a banda sonora do jogo Far Cry 3. Composições e arranjos adicionais foram criados por Sarah Schachner, Omar Fadel, Steve Davis, Mike Kramer, Jeremy Lamb, Matthew Llewellyn e Robert Lydecker. Foi lançada em Amazon MP3 e no iTunes a 14 de Outubro de 2013. Foram lançadas mais duas versões:
- Assassin's Creed IV: Black Flag (Game Soundtrack - Sea Shanty Edition), uma segunda banda sonora que contém 16 canções por vários artistas, editada na Amazon MP3 e iTunes a 29 de Outubro de 2013.[28]
- Assassin's Creed IV: Black Flag (Game Soundtrack - The Complete Edition), uma edição completa que inclui as duas anteriores assim como a música da componente multijogador, escrita por Joe Henson e Alexis Smith, lançada no Amazon MP3 e iTunes a 2 de Dezembro de 2013.[29]

Foram contratados quatro cantores clássicos profissionais, Nils Brown, Sean Dagher, Michiel Schrey e Clayton Kennedy, para fazerem os cânticos da tripulação do Jackdaw. O quarteto gravou no sentido de capturar a atmosfera de homens a cantar enquanto trabalham num navio. Foi-lhes pedido pelos produtores que fossem cantando progressivamente pior para reflectir o nível de talento e de embriaguez da tripulação. Os trinta e cinco cânticos foram escolhidos com a ajuda do Prof. David Gossage da Universidade McGill em Montreal.
A música da expansão Freedom Cry foi criada pelo compositor francês Olivier Deriviere. Foi gravada nos estúdios Avatar Studios em Novo Iorque, juntamente com La Troupe Makandal, um grupo de música tradicional haitiana, e nos Galaxy Studios na Bélgica com a Orquestra Filarmónica de Bruxelas.

### Lista de faixas
| Original Game Soundtrack / The Complete Edition (Disco Um) |                                                |                        |         |  |
| N.º                                                        | Título                                         | Música                 | Duração |  |
| 1.                                                         | "Assassin's Creed IV Black Flag Main Theme[a]" | Sarah Schachner        | 2:13    |  |
| 2.                                                         | "Pyrates Beware[a]"                            | Schachner              | 3:16    |  |
| 3.                                                         | "On the Horizon[a]"                            | Brian Tyler, Schachner | 3:01    |  |
| 4.                                                         | "The High Seas[a]"                             | Tyler                  | 2:44    |  |
| 5.                                                         | "The Fortune of Edward Kenway[a]"              | Schachner              | 1:57    |  |
| 6.                                                         | "In This World or the One Below[a]"            | Tyler, Schachner       | 2:49    |  |
| 7.                                                         | "Under the Black Flag[a]"                      | Schachner              | 3:21    |  |
| 8.                                                         | "The Ends of the Earth[a]"                     | Tyler                  | 2:53    |  |
| 9.                                                         | "Stealing a Brig[a]"                           | Tyler                  | 1:52    |  |
| 10.                                                        | "Fare Thee Well[a]"                            | Tyler                  | 5:14    |  |
| 11.                                                        | "The Buccaneers[a]"                            | Tyler                  | 4:05    |  |
| 12.                                                        | "Marked for Death[a]"                          | Tyler                  | 3:21    |  |
| 13.                                                        | "Last Goodbyes[a]"                             | Tyler                  | 2:24    |  |
| 14.                                                        | "Take What Is Ours![a]"                        | Tyler                  | 3:15    |  |
| 15.                                                        | "I'll Be with You[a]"                          | Tyler                  | 6:04    |  |
| 16.                                                        | "Lay Aboard Lads[a]"                           | Tyler                  | 2:24    |  |
| 17.                                                        | "A Pirate's Life[a]"                           | Tyler                  | 2:02    |  |
| 18.                                                        | "Men of War[a]"                                | Tyler                  | 2:57    |  |
| 19.                                                        | "Order of the Assassin[a]"                     | Tyler                  | 3:10    |  |
| 20.                                                        | "In the Midst[a]"                              | Tyler                  | 3:05    |  |
| 21.                                                        | "The British Empire"                           | Tyler                  | 3:08    |  |
| 22.                                                        | "Batten Down the Hatches"                      | Tyler                  | 1:37    |  |
| 23.                                                        | "Modernity"                                    | Tyler                  | 2:14    |  |
| 24.                                                        | "A Merry Life and a Short One"                 | Tyler                  | 1:16    |  |
| 25.                                                        | "Queen Anne's Revenge"                         | Tyler                  | 4:42    |  |
| 26.                                                        | "Confrontation"                                | Tyler                  | 3:15    |  |
| 27.                                                        | "Prizes Plunder and Adventure"                 | Tyler                  | 2:12    |  |
| 28.                                                        | "Meet the Sage"                                | Omar Fadel             | 3:36    |  |
| 29.                                                        | "Into the Jungle"                              | Tyler                  | 1:46    |  |
| 30.                                                        | "The Spanish Empire"                           | Tyler                  | 3:57    |  |
| 31.                                                        | "The Islands of the West Indies"               | Tyler                  | 3:06    |  |
| 32.                                                        | "Ships of Legend"                              | Tyler                  | 2:02    |  |
| 33.                                                        | "Secrets of the Maya"                          | Tyler                  | 3:24    |  |
| 34.                                                        | "Life at Sea"                                  | Fadel                  | 3:10    |  |
| Duração total:                                             | Duração total:                                 | Duração total:         | 1:41:33 |  |

| Sea Shanty Edition / The Complete Edition (Disco Dois) |                           |                                                                            |         |  |
| N.º                                                    | Título                    | Música                                                                     | Duração |  |
| 1.                                                     | "Randy Dandy Oh[a]"       | Sean Dagher, Nils Brown, Michiel Schrey                                    | 1:35    |  |
| 2.                                                     | "Maid of Amsterdam[a]"    | Brown, Schrey, Dagher                                                      | 1:41    |  |
| 3.                                                     | "Leave Her Johnny[a]"     | Dagher, Brown, Schrey                                                      | 2:12    |  |
| 4.                                                     | "Whisky Johnny O'[a]"     | Schrey, Dagher, Brown                                                      | 1:21    |  |
| 5.                                                     | "Good Morning Ladies[a]"  | Dagher, Brown, Schrey                                                      | 1:38    |  |
| 6.                                                     | "Fish in the Sea[a]"      | Schrey, Dagher, Brown                                                      | 1:29    |  |
| 7.                                                     | "Dead Horse[a]"           | Dagher, Brown, Schrey                                                      | 1:07    |  |
| 8.                                                     | "Running Down to Cuba[a]" | Schrey, Dagher, Brown                                                      | 1:29    |  |
| 9.                                                     | "Trooper and the Maid"    | Charlotte Cumberbirch, Dagher, Nelson Carter, Richard Irwin, David Gossage | 1:57    |  |
| 10.                                                    | "William Taylor"          | Dagher, Brown, Schrey, Cumberbirch, Carter, Irwin, Gossage                 | 2:16    |  |
| 11.                                                    | "Patrick Spens"           | Schrey, Dagher, Irwin, Gossage                                             | 1:52    |  |
| 12.                                                    | "Fathom the Bowl"         | Linda Morrison, Dagher, Carter, Patrick Graham, Gossage                    | 2:13    |  |
| 13.                                                    | "Admiral Benbow"          | Schrey, Dagher, Brown, Carter, Irwin, Gossage                              | 1:53    |  |
| 14.                                                    | "All for Me Grog"         | Morrison, Dagher, Carter, Graham, Gossage                                  | 2:06    |  |
| 15.                                                    | "Buleria"                 | Marco Marin, Dominic Soulard, Eric Breton                                  | 2:06    |  |
| 16.                                                    | "Verdiales"               | Marin, Soulard, Breton                                                     | 1:26    |  |
| Duração total:                                         | Duração total:            | Duração total:                                                             | 28:22   |  |

| The Complete Edition (Disco Três) |                |                                     |                                    |  |
| N.º                               | Título         | Música                              | Duração                            |  |
| 1.                                | "Saba Island"  | Joe Henson, Alexis Smith            | 3:37                               |  |
| 2.                                | "Santa Lucia"  | Joe Henson, Smith                   | 3:10                               |  |
| 3.                                | "Tampa Bay"    | Joe Henson, Smith, Christian Henson | 3:19                               |  |
| 4.                                | "Prison"       | Joe Henson, Smith                   | 3:00                               |  |
| 5.                                | "La Havana"    | Joe Henson, Smith                   | 3:18                               |  |
| 6.                                | "Portobelo"    | Joe Henson, Smith                   | 3:45                               |  |
| 7.                                | "Saint Pierre" | Joe Henson, Smith, Christian Henson | 3:23                               |  |
| 8.                                | "Palenque"     | Joe Henson, Smith                   | 3:08                               |  |
| Duração total:                    | Duração total: | Duração total:                      | (Disco 3) 26:40 (Completo) 2:36:35 |  |

Notas
- ↑[a]  canção incluída na "Skull Edition"[32]

## Lançamento
Assassin's Creed IV: Black Flag foi editado para PlayStation 3, Xbox 360 e Wii U a 29 de Outubro de 2013. Em Setembro de 2013 foi anunciado que a versão para Microsoft Windows seria editada a 19 de Novembro de 2013 na América do Norte e a 22 de Novembro de 2013 na Europa. Foi confirmado que Black Flag seria um título de lançamento para PlayStation 4 e Xbox One, com a versão PlayStation 4 a ser editada a 15 de Novembro de 2013 na América do Norte e a 29 de Novembro de 2013 na Europa e a versão para Xbox One a 22 de Novembro de 2013.

### Bónus de pré-reserva
A 25 de Março de 2013 a Ubisoft detalhou os vários bónus de pré-reserva e as edições especiais de Assassin's Creed IV: Black Flag. Na América do Norte, os clientes que fizerem a pré-reserva de Assassin's Creed IV: Black Flag na GameStop recebem o pacote The Black Island. O pacote contém uma missão extra de caça ao tesouro na Black Island (Ilha Negra), acesso ao Black Ship (Navio Negro), duas pistolas flintlock de prata usadas pelo Capitão Morgan, itens adicionais do Capitão Morgan para usar no multijogador e um poster desenhado pelo artista de banda desenhada Todd McFarlane.
A Ubisoft anunciou que o Uplay Passport seria removido de Assassin's Creed IV e de todos os seus futuros jogos. O Uplay Passport vinha com todas as cópias do jogo e era necessário para aceder ao multijogador e ao mini-jogo Edward's Fleet. Antes da remoção, os possuidores de jogos usados poderiam fazer a transferência do Uplay Passport através de um pagamento antecipado.
A Ubisoft criou de novo uma parceria com a Sony para incluir conteúdo exclusivo para as versões PlayStation 3 e PlayStation 4. O conteúdo exclusivo vai incluir três missões com a protagonista do jogo Assassin's Creed III: Liberation, Aveline de Grandpré. O conteúdo Aveline, foi escrito por Jill Murray, o mesmo argumentista de Liberation e começa depois da conclusão deste.

### Conteúdo adicional e edições especiais

Conteúdo da "Black Chest Edition".

Em Junho de 2013 a Ubisoft confirmou o "Season Pass" de Assassin's Creed IV: Black Flag para todas as plataformas, excepto Wii U. O Season Pass inclui o pacote Kraken Ship Pack com mais opções de personalização para o Jackdaw, missões para a campanha, armas, skins, coleccionáveis e personagens para o modo multijogador. A "Season Pass" também inclui o conteúdo Freedom Cry em que os jogadores irão jogar com Adewale, um assassino e braço direito de Edward Kenway. A história, escrita por Jill Murray que também escreveu Liberation e o conteúdo Aveline de Black Flag, acontece quinze anos depois da campanha principal, em que Adewale se encontra naufragado em Saint-Domingue sem armas nem tripulação. Freedom Cry inclui uma nova localização, Port-au-Prince, no Haiti, e coloca o jogador num mundo dominado pela escravatura. O conteúdo Freedom Cry ficou disponível a 17 de Dezembro de 2013.
Em Janeiro de 2014, através do Ubisoft Blog, foi revelado o pacote Illustrious Pirates, que adiciona conteúdo que era exclusivo apenas para compras no retalho, como missões para a campanha, fatos e melhorias para o Jackdaw. Illustrious Pirates está disponível para PlayStation 4, Xbox One, PlayStation 3, Xbox 360 e PC, e é gratuito para os possuidores do "Season Pass".
Foram anunciadas quatro edições adicionais de Assassin's Creed IV: Black Flag, a Special Edition, Skull Edition, Buccaneer Edition e a Black Chest Edition: Por forma a melhorar todas as edições de retalho, a Amazon ofereceu a Assassin's Creed IV: Black Flag Lethal Pirate Edition, uma edição centrada em redor do pirata Black Bart. O pacote inclui uma figura de Black Bart, o conteúdo Hidden Mistery e um wallpaper digital desenhado por Todd McFarlane.
Em Março de 2014 foi anunciada a Jackdaw Edition, disponível apenas para PC, PlayStation 4 e Xbox One e inclui todo o conteúdo da "Season Pass".
| Conteúdos                | Padrão (consolas & PC)                                      | "Special Edition" (consolas & PC) | "The Skull Edition" (consolas & PC)       | "The Buccaneer Edition" (consolas & PC)                 | "The Black Chest Edition" (consolas & PC)               |
| ------------------------ | ----------------------------------------------------------- | --------------------------------- | ----------------------------------------- | ------------------------------------------------------- | ------------------------------------------------------- |
| Cópia do jogo            | Sim                                                         | Sim                               | Sim                                       | Sim                                                     | Sim                                                     |
| Caixa de Coleccionador   | Não                                                         | Não                               | Não                                       | Sim                                                     | Sim                                                     |
| Caixa em metal           | Não                                                         | Não                               | Sim                                       | Não                                                     | Não                                                     |
| Mapa mundial             | Não                                                         | Não                               | Não                                       | Não                                                     | Sim                                                     |
| Figura de Edward (55 cm) | Não                                                         | Não                               | Não                                       | Não                                                     | Sim                                                     |
| Figura de Edward (46 cm) | Não                                                         | Não                               | Não                                       | Sim                                                     | Não                                                     |
| Litografias              | Não                                                         | Não                               | Sim                                       | Sim                                                     | Sim                                                     |
| Bandeira                 | Não                                                         | Não                               | Não                                       | Não                                                     | Sim                                                     |
| Telas pintadas           | Não                                                         | Não                               | Não                                       | Não                                                     | Sim                                                     |
| Livro de arte            | Não                                                         | Não                               | Sim                                       | Sim                                                     | Sim                                                     |
| Banda sonora             | Não                                                         | Não                               | Sim                                       | Sim                                                     | Sim                                                     |
| Missões de campanha      | Sim (missões exclusivas para PlayStation 3 e PlayStation 4) | Sim (Sacrifice Island)            | Sim (Sacrificed Secrets e Hidden Mistery) | Sim (Black Island, Sacrificed Secrets e Hidden Mistery) | Sim (Black Island, Sacrificed Secrets e Hidden Mistery) |
| Conteúdo em-jogo         | Não                                                         | Sim                               | Sim                                       | Sim                                                     | Sim (todos os pacotes de pré-reserva)                   |
| Pacotes multijogador     | Não                                                         | Sim (Captain Kenways's Legacy)    | Sim (Captain Kenways's Legacy)            | Sim (Captain Kenways's Legacy)                          | Sim (todos os pacotes de pré-reserva)                   |

## Recepção

### Críticas Profissionais
Assassin's Creed IV: Black Flag foi muito bem recebido pelos críticos. As análises elogiaram sobretudo o mundo aberto, as missões secundárias, os gráficos e o combate naval. O enredo teve uma recepção variada, enquanto que as críticas foram mais dirigidas às missões da história consideradas por vezes repetitivas.  Os sites de críticas agregadas GameRankings e Metacritic a darem à versão PlayStation 3 88.47% e 88/100 e à versão Xbox 360 85.00% e 86/100, respectivamente.
Black Flag foi considerado no geral superior ao seu antecessor, Assassin's Creed III, com Joe Juba da Game Informer a fazer notar que a Ubisoft respondeu às críticas do jogo anterior, rectificando-as. Matt Gilman da Computer and Video Games chamou ao jogo "o regresso à boa forma da série", enquanto que Mikel Reparaz da Official Xbox Magazine disse que "Black Flag é exactamente aquilo que Assassin's Creed necessitava." Dias após o seu lançamento, Assassin's Creed IV: Black Flag foi colocado em 2º lugar na lista da IGN "Os Melhores Jogos Assassin's Creed", atrás de Assassin's Creed II.
Muitos analistas dirigiram enorme aclamação à estrutura em mundo aberto do jogo, com a Edge a declarar que Black Flag "marca uma nova referencia não apenas para a série da Ubisoft mas para todos os jogos em mundo aberto." Tom Bramwell da Eurogamer chamou à jogabilidade em mundo aberto "uma surpreendente lufada de ar fresco," enquanto Gilman afirmou que "revitaliza a série."
O tamanho enorme do mapa também foi muito elogiado. Marty Sliva da IGN refere que "passadas 50 horas a jogar ainda estou a descobrir novas ilhas para explorar e túmulos para descobrir", e Greg Tito da The Escapist a dizer que o jogo "dá-te todas as Caraíbas". Os colecionáveis e as missões secundárias também foram elogiadas, porque encorajam activamente o jogador a explorar todo o mundo, com Shaun McInnis da GameSpot a dizer que "Black Flag "apresenta um mundo cheio de aventura e oportunidades [e] cheio de razões para ser explorado." De acordo com as análises, no geral as missões secundárias são superiores às principais, com Marty Sliva a afirmar que "Black Flag está ao seu melhor [quando tu] vais em busca do teu próprio divertimento." As missões secundárias de assassinatos foram particularmente elogiadas. A exploração fluída entre o navio, terra, e mar sem tempos de carregamento também foi objecto de muitos elogios.
A GameSpot deu a pontuação 9/10, elogiando o mundo vibrante e bonito, o combate naval, o sistema de progressão, a história de piratas e a exploração fluída sem tempos de carregamento. A IGN deu 8.5/10 afirmando que "Assassin's Creed IV: Black Flag é uma lindíssima, e fantástica sequela que te dá a liberdade de criar o teu próprio divertimento."
Os gráficos receberam aclamação crítica. A Edge diz que "de um ponto de vista gráfico, o mundo de Black Flag foi feito para ser admirado independentemente da plataforma onde se é jogado". Os analistas elogiaram o mundo aberto como "bonito" e "lindíssimo";" Sliva chamou a Black Flag "um dos jogos mais bonitos de 2013." O nível de detalhe também foi elogiado, com a água, a chuva e o oceano, a serem citados como "incríveis" para olhar.
O sistema de combate naval também recebeu elogios. Foi dito que o combate naval de Assassin's Creed III era o melhor do jogo, e consequentemente elogiando Black Flag por o ter melhorado. Tito explicou que as missões navais de Assassin's Creed III eram lineares e limitadas, em Black Flag ao jogador é-lhe oferecido mais liberdade para explorar, lutar ou navegar para onde quiser. McInnis disse que o jogo "dá mais ênfase ao combate naval," e afirma que "construído sobre o lado naval deACIII, para criar uma experiência tanto ou mais importante que as missões em terra." O combate naval recebeu elogio pela possibilidade de entrar noutros navios e em fortes costeiros, assim como a jogabilidade sem interrupções e fluída entre navios e combate de espada, com Tito a dizer "um sistema duplo que tanto recompensa a perícia em combate naval e acção pirata."
A história recebeu uma resposta variada dos críticos. Reparaz elogiou-a como sendo "viciante" e uma das melhores da série. Reparaz e McInnis também complementaram sobre os personagens, e elogiaram a história que explora o lado humano dos piratas. Bramwell sentiu que a história "desabrocha," elogiando particularmehnte os personagens secundários. Joel Gregory da Official PlayStation Magazine sentiu que a história de Black Flag não era nada de único na série, apesar de elogiar os personagens "bem mais interessantes, agradáveis, e variados" que em jogos anteriores. Enquanto elogiou a primeira metade do enredo, Gilman foi mais crítico na segunda parte, dizendo que a fluidez com alguns erros na estrutura fazem com que o jogador se sinta apático em relação aos protagonistas. tanto Sliva como Juba criticaram a história principal, com Juba a queixar-se da falta de propósito, ou de um antagonista competente, sentido que a maior parte dos personagens secundários estão subdesenvolvidos.
As missões da história também tiveram uma resposta variada. Reparaz, que deu ao jogo muito elogios sentiu que as missões da história eram o ponto mais fraco de Black Flag. Juba e Steven Burns da VideoGamer, ambos sentiram que a maior parte das missões eram repetitivas e aborrecidas. Tito, no entanto, disse que eram variadas, e que os bocados mais frustrantes compensavam por serem desafiantes. Um aspecto particular que recebeu muita crítica por muitos dos analisats foram as missões de escuta e de perseguição, com muitos a fazerem notar que tais problemas deviam ter sido arranjados e retirados por inteiro da série. As missões de perseguição também foram estendidas para as missões no mar, com os analisas a criticarem esta forma de acção furtiva (stealth) naval. O ritmo do jogo e o seu começo foram elogiados, porque introduzem o mundo pirata sem necessidade de grandes tutoriais, com Juba a notar que é uma melhoria sobre Assassin's Creed III.
Alguns críticos apelidaram Black Flag ao dizer que é mais um jogo sobre piratas do que propriamente um Assassin's Creed, porque dá muito foco à jogabilidade pirata, à sua história e personagens. Os críticos disseram que tal favorece o jogo; elogiaram Black Flag por ser mais brando e leve em tom do que jogos anteriores, Gilman afirmou que "Black Flag é melhor jogo de piratas que um jogo sobre assassinos," com Tom Senior da revista PC Gamer a dizer que "Black Flag não quer ser um jogo Assassin's Creed, e [...] tal é uma jogada bem vinda." Reparaz disse que foi o melhor jogo de piratas que jogou, enquanto Ray Carsillo da Electronic Gaming Monthly declarou Black Flag como "provavelmente o melhor simulador de piratas da história dos jogos." Tito disse que a jogabilidade de Black Flag era como se fosse  uma versão 3D de Sid Meier's Pirates!. A personagem de Edward Kenway como um pirata auto-motivado, mais que um Assassino, foi muito elogiado. Sliva acredita que a personagem de Edward foi "uma mudança fresca na série, que se estava a tornar demasiado séria," e tanto ele como Gilman afirmaram que Edward é mais "vivo", "saboroso" e "simpático" que Connor, o protagonista principal de Assassin's Creed III.

### Vendas
Durante a primeira semana de vendas no Reino Unido, Assassin's Creed IV: Black Flag tornou-se no jogo mais vendido em todos os formatos, à frente de Battlefield 4. No entanto, as vendas nas semanas inicias foram 60% mais baixas que Assassin's Creed III. A Ubisoft queixou-se devido à falta de certezas sobre a transições entre gerações de consolas. De acordo com NPD Group, Assassin's Creed IV: Black Flag foi o terceiro jogo mais vendido em Novembro de 2013 nos Estados Unidos, atrás de Call of Duty: Ghosts e Battlefield 4. Em Fevereiro de 2014, a Ubisoft anunciou que no fim de 2013, já tinham sido vendidas 10 milhões de cópias aos retalhistas.

### Prémios e Honras
Dias após o seu lançamento, Assassin's Creed IV: Black Flag foi colocado em 2º lugar na lista da IGN "Os Melhores Jogos Assassin's Creed". Em Novembro de 2013, a Hardcore Gamer colocou o jogo na posição 70 na lista "Top 100 Jogos desta Geração".
Assassin's Creed IV: Black Flag recebeu nomeações para Jogo do Ano incluindo da Cheat Code Central, GameSpot, da Inside Gaming Awards, e Kotaku. Ganhou o prémio Spike VGX para Melhor Jogo de Acção Aventura, o prémio Jogo do Ano para Consola da  também da Kotaku, e os prémios da GameSpot para Jogo do Ano para PlayStation 4 e Xbox One.
| Ano  | Prémio                                        | Categoria                                    | Resultado    | Ref.            |
| ---- | --------------------------------------------- | -------------------------------------------- | ------------ | --------------- |
| 2013 | 5th Annual Inside Gaming Awards               | Jogo do Ano                                  | Indicado     | [ 90 ] [ 91 ]   |
| 2013 | 5th Annual Inside Gaming Awards               | Melhor História                              | Indicado     | [ 90 ] [ 91 ]   |
| 2013 | 5th Annual Inside Gaming Awards               | Escolha dos Jogadores                        | Indicado     | [ 90 ] [ 91 ]   |
| 2013 | Cheat Code Central's 7th Annual Cody Awards   | Jogo do Ano                                  | vice-campeão | [ 88 ]          |
| 2013 | Cheat Code Central's 7th Annual Cody Awards   | Estúdio do Ano (Ubisoft Montreal)            | Indicado     | [ 97 ] [ 98 ]   |
| 2013 | Cheat Code Central's 7th Annual Cody Awards   | Melhores Gráficos                            | Indicado     | [ 99 ] [ 100 ]  |
| 2013 | Cheat Code Central's 7th Annual Cody Awards   | Melhor Jogo de Acção/Aventura                | vice-campeão | [ 101 ]         |
| 2013 | Spike VGX 2013                                | Melhor Jogo de Acção/Aventura                | Venceu       | [ 93 ]          |
| 2013 | Kotaku Awards 2013                            | Jogo do Ano                                  | vice-campeão | [ 92 ]          |
| 2013 | Kotaku Awards 2013                            | Jogo do Ano para Consola                     | Venceu       | [ 94 ]          |
| 2013 | Kotaku Awards 2013                            | Maior Surpresa do Ano                        | vice-campeão | [ 102 ]         |
| 2013 | GameSpot's Game of the Year 2013 Awards       | Jogo do Ano                                  | Indicado     | [ 89 ]          |
| 2013 | GameSpot's Game of the Year 2013 Awards       | Jogo do Ano - PS3                            | Indicado     | [ 103 ]         |
| 2013 | GameSpot's Game of the Year 2013 Awards       | Jogo do Ano - PS4                            | Venceu       | [ 95 ]          |
| 2013 | GameSpot's Game of the Year 2013 Awards       | Jogo do Ano - Xbox 360                       | Indicado     | [ 104 ]         |
| 2013 | GameSpot's Game of the Year 2013 Awards       | Jogo do Ano - Xbox One                       | Venceu       | [ 96 ]          |
| 2013 | Hardcore Gamer's Game of the Year Awards 2013 | Jogo do Ano                                  | Indicado     | [ 105 ]         |
| 2013 | Hardcore Gamer's Game of the Year Awards 2013 | Melhor Jogo Multiplataforma                  | Indicado     | [ 106 ]         |
| 2013 | Hardcore Gamer's Game of the Year Awards 2013 | Melhor Jogo de Aventura                      | Venceu       | [ 107 ]         |
| 2013 | Hardcore Gamer's Game of the Year Awards 2013 | Melhor Multijogador                          | Indicado     | [ 108 ]         |
| 2013 | Hardcore Gamer's Game of the Year Awards 2013 | Melhor Novo Personagem (Edward Kenway)       | Indicado     | [ 109 ]         |
| 2013 | Hardcore Gamer's Game of the Year Awards 2013 | Melhores Gráficos Técnicas                   | Indicado     | [ 110 ]         |
| 2013 | Hardcore Gamer's Game of the Year Awards 2013 | A Sequela das Sequelas                       | Venceu       | [ 111 ]         |
| 2013 | Destructoid's Best of 2013                    | Melhor Jogo Multiplataforma                  | Indicado     | [ 112 ]         |
| 2013 | Destructoid's Best of 2013                    | Melhor Jogo de Acção                         | Indicado     | [ 113 ]         |
| 2013 | Destructoid's Best of 2013                    | Melhor Jogo Competitivo                      | Indicado     | [ 114 ]         |
| 2014 | IGN's Best of 2013                            | Melhor Jogo de Acção-Aventura - Geral        | Indicado     | [ 115 ]         |
| 2014 | IGN's Best of 2013                            | Melhor Música - Geral                        | Indicado     | [ 116 ]         |
| 2014 | IGN's Best of 2013                            | Melhor Jogo de Acção-Aventura - PC           | Indicado     | [ 117 ]         |
| 2014 | IGN's Best of 2013                            | Melhor Jogo de Acção-Aventura - PS3          | Indicado     | [ 118 ]         |
| 2014 | IGN's Best of 2013                            | Melhor Som - PS3                             | Indicado     | [ 119 ]         |
| 2014 | IGN's Best of 2013                            | Melhor História - PS3                        | Indicado     | [ 120 ]         |
| 2014 | IGN's Best of 2013                            | Jogo do Ano - PS4                            | Indicado     | [ 121 ]         |
| 2014 | IGN's Best of 2013                            | Melhor Jogo Multijogador - PS4               | Venceu       | [ 122 ]         |
| 2014 | IGN's Best of 2013                            | Melhor Jogo de Acção-Aventura - Xbox 360     | Indicado     | [ 123 ]         |
| 2014 | IGN's Best of 2013                            | Melhor Som - Xbox 360                        | Indicado     | [ 124 ]         |
| 2014 | IGN's Best of 2013                            | Melhor História - Xbox 360                   | Indicado     | [ 125 ]         |
| 2014 | IGN's Best of 2013                            | Jogo do Ano - Xbox One                       | Venceu       | [ 126 ]         |
| 2014 | IGN's Best of 2013                            | Melhor Jogo de Acção-Aventura - Xbox One     | Venceu       | [ 127 ]         |
| 2014 | IGN's Best of 2013                            | Melhor Som - Xbox One                        | Indicado     | [ 128 ]         |
| 2014 | IGN's Best of 2013                            | Melhor História - Xbox One                   | Venceu       | [ 129 ]         |
| 2014 | IGN's Best of 2013                            | Jogo do Ano - Wii U                          | Indicado     | [ 130 ]         |
| 2014 | IGN's Best of 2013                            | Melhor Jogo de Acção-Aventura - Wii U        | Venceu       | [ 131 ]         |
| 2014 | IGN's Best of 2013                            | Melhor Jogo Multijogador - Wii U             | Indicado     | [ 132 ]         |
| 2014 | IGN's Best of 2013                            | Melhor Som - Wii U                           | Venceu       | [ 133 ]         |
| 2014 | IGN's Best of 2013                            | Melhor Música - Wii U                        | Indicado     | [ 134 ]         |
| 2014 | Game Developers Choice Awards 2013            | Melhor Tecnologia                            | Indicado     | [ 135 ]         |
| 2014 | 17th Annual D.I.C.E. Awards                   | Jogo do Ano                                  | Indicado     | [ 136 ]         |
| 2014 | 17th Annual D.I.C.E. Awards                   | Jogo do Ano de Aventura                      | Indicado     | [ 136 ]         |
| 2014 | 17th Annual D.I.C.E. Awards                   | Prémio Excelência em Animação                | Indicado     | [ 136 ]         |
| 2014 | 17th Annual D.I.C.E. Awards                   | Prémio Excelência em Engenharia Visual       | Indicado     | [ 136 ]         |
| 2014 | 17th Annual D.I.C.E. Awards                   | Prémio Excelência em Engenharia Jogabilidade | Indicado     | [ 136 ]         |
| 2014 | BAFTA Awards 2014                             | Melhor Jogo                                  | Indicado     | [ 137 ]         |
| 2014 | BAFTA Awards 2014                             | Ação e Aventura                              | Indicado     | [ 137 ]         |
| 2014 | BAFTA Awards 2014                             | Game Design                                  | Indicado     | [ 137 ]         |
| 2014 | BAFTA Awards 2014                             | Música                                       | Indicado     | [ 137 ]         |
| 2014 | 32nd Golden Joystick Awards                   | Melhor Design Visual                         | Venceu       | [ 138 ] [ 139 ] |
| 2014 | 32nd Golden Joystick Awards                   | Estúdio do Ano (Ubisoft Montreal)            | Venceu       | [ 138 ] [ 139 ] |
| 2014 | 32nd Golden Joystick Awards                   | Melhor Audio                                 | Venceu       | [ 138 ] [ 139 ] |
| 2014 | 32nd Golden Joystick Awards                   | Melhor Momento (Cantos maritimos)            | Indicado     | [ 138 ] [ 139 ] |
| 2014 | 32nd Golden Joystick Awards                   | Jogo do Ano                                  | Indicado     | [ 138 ] [ 139 ] |

### Controvérsia da PETA
Após o anúncio do jogo em Março de 2013, um porta-voz da People for the Ethical Treatment of Animals (inglês para: Pessoas pelo Tratamento Ético dos Animais) (PETA), manifestou o seu desagrado com a possibilidade de caçar baleias em Black Flag afirmando: "Caçar baleias – isto é, disparar arpões contra baleias e deixá-las em sofrimento uma hora ou mais antes de morrerem ou serem cortadas aos bocados enquanto ainda estão vivas, pode parecer algo saído dos livros de história, mas esta indústria sangrenta ainda continua a fazer este tipo de coisas na cara de condenação internacional, e é uma desgraça para qualquer jogo glorificá-lo. A PETA encoraja as companhias de videojogos a criar jogos que celebrem os animais – não jogos que promovam a sua morte e sofrimento."
Em resposta a esta crítica, a Ubisoft tornou público uma declaração onde diz que: "A História é a nossa base para a série Assassin's Creed. Assassin's Creed IV: Black Flag é um trabalho de ficção que descreve eventos reais que aconteceram durante a Era Dourada dos Piratas. Nós não toleramos a caça ilegal de baleias, assim como também não toleramos um estilo de vida pirata com má higiene, pilhagens, sequestro de navios e o deboche alcoólico acima do limite ilegal."

## Outros dados
Em novembro de 2013, a empresa de videogames da Ubisoft financiou a exumação dos restos do corsário espanhol Amaro Pargo para reconstruir seu rosto por sua possível aparição em Assassin's Creed IV: Black Flag. Pela primeira vez na história, uma empresa da indústria de jogos de vídeo exumou os restos de um personagem histórico em uma campanha pioneira que chamou a atenção da mídia nacional e internacional. Além disso, essa exumação teve importantes descobertas sobre a fisionomia desse corsário mítico.

## Sequelas
Assassin's Creed: Unity, com acção em Paris na véspera da Revolução Francesa, foi lançado para PlayStation 4, Xbox One e Microsoft Windows a 11 de Novembro de 2014. Assassin's Creed Rogue é a sequela directa de Assassin's Creed IV: Black Flag. A história segue Shay Cormac, um Assassino que se tornou Templário que caça membros da Irmandade dos Assassinos. O enredo decorre na América durante a Guerra dos Sete Anos. Rogue foi editado para PlayStation 3 e Xbox 360 a 11 de Novembro de 2014.